# Образование в Пловдив
Град Пловдив със своите 9 университета, 77 училища и 59 детски градини е един от водещите образователни центрове в България. В пловдивските учебни институции системно се прилагат национални и общински иновативни програми и проекти, насочени към осигуряване на качествено образование. В града продължават да се развиват няколко от най-старите училища в България, някои от които са основани преди почти два века.

## История
Организираното обучение по писане и четене в Пловдив датира от 1780 г. Преди това децата се учели да пишат и четат в преддверията на църквите, или по къщите на даскалите. Тази дата може да се смята за началото на съвременното светско обучение в Пловдив.

### Преди Освобождението
В средата на XV в. по нареждане на румелийския бейлербег (управител) Шахабедин гаази паша в Пловдив до дървения мост над река Марица е построен комплекс от сгради. Комплексът е включвал Имарет джамия, хан (страноприемница), познат под името „Панаир хан“, обществената баня (хамам) Хюнкяр, духовно училище (медресе) и кухня (имарет). До края на века в Пловдив има две духовни училища и едно начално (мектеб). Двата вида училища са религиозни училища, като в началното обучението е основно в писане и четене, като се преписва Корана. В килиите (класните стаи) децата са седяли в кръг или полукръг, а в средата обикновено е седял главният учител (ходжа), подпомаган в обучението от помощник-учител (калфа). Тези училища са били за ограмотяване на мюсюлманските деца. В духовните училища обучението е по теология, като се акцентира на тълкуване на текстовете в Корана. Училищата са били около джамиите. През 1530-те училищата са вече пет - 3 духовни и 2 начални.
По данни на Евлия Челеби, посетил Пловдив през средата на XVII в., в града има 9 духовни училища и около 70 начални училища, които са пръснати в 23-те мюсюлмански махали на града и функционират в 53 джамии и масджиди (места за молитва без проповед) и 11 дервишки текета. Медресето в комплекса на Шехабедин паша е било с 12 килии, което е едно от най-големите на Балканския полуостров. Нормално този тип училища по българските земи са били с по няколко до 10 килии. В пловдивската Улу джамия е функционирал и курс за подготовка на храмови проповедници.
През 1780 г. е построена сградата на Централното гръцко училище („Eлиники Кентрики Схоли“) на Джамбаз тепе в Пловдив. Това е първата сграда в града, строена специално за светско учебно заведение. До средата на XIX в. то е било общо градско заведение и в него се обучавала както гръцки, така и български момчета. В училището са учили Найден Геров, Йоаким Груев, Стоян Чомаков и др.
През 1834 г. към църквата „Сурп Кеворк" в Стария град в Пловдив е основано арменското училище „Вартананц“. Първоначално в него се обучават само момчета, които получават образование до 4 клас. Първият учител е бил Бедрос тъбир (писар) Дер Степанян. През 1866 г. се открива и девическо училище „Варварян“.
На 1 октомври 1850 г. е открито пловдивското Епархийско класно училище „Св. св. Кирил и Методий“ с цел да подготвя български учители и православни свещеници. Училището е създадено от българската община в града, като за неговата издръжка са предвидени лихвите от събрани от гражданите средства. Първата сграда за училището е дарена от Стоян Чалъков, а негов пръв главен учител става Найден Геров. Училището започва първия учебен ден със 7 ученици. Впоследствие се събират 30, а в крайна сметка завършват 70 души – предимно мъже от различни краища на българските земи. Училището е първото в света, което носи името „Св. св. Кирил и Методий“, и дава през 1851 г. на цялата славянска общност най-вдъхновения, най-българския празник – 24 май, Деня на славянските първоучители.
През 1862 г. е открито Епархийско девическо благовещенско училище в Пловдив. Училището е едно от училищата, на които архимандрит Кирил Нектариев дарява значителни за времето си средства. На 22 октомври 1860 г. американски мисионери откриват в Пловдив мъжко протестантско училище. През 1869 г. то е преместено под името Богословски пастирски курс в Стара Загора.
Организирано обучение на деца към Пловдивската католическа енория започва през януари 1854 г. по предложение на епископ Андреа Канова. Но то не е систематично. Първоначалното мъжко училище „Св. Андрей“ е основано на 31 юли 1863 г. от свещениците успенци – Викторин Галабер, Лопир и Бартелеми. Три години по-късно към тях се присъединява и Александър Шилие (по-късно училищен инспектор в Източна Румелия). През 1870 г. училището се поема от отец Александър Шилие и се откриват допълнителни курсове по френски език. От средата на учениците са първите чиновници в Източна Румелия. През 1866 г. В Пловдив идват католическите монахини йосифинки, които основават девическото училище „Св. Йосиф“. Първата директорка е сестра Евгени Лорес.
По сведения в докладите на европейските консули в Пловдив още през 1868 г. в града са се водили разговори за откриване на университет, но идеята не е осъществена. През 1868 г. в Пловдив е построена сграда, известна в града като „Жълтото училище“. Тя е дело на брациговския майстор Тодор Дамов. Високата порта издава специално ираде, позволяващо полагането на основния камък. На източния ъгъл, между улиците „Цар Ивайло“ и „Тодор Самодумов“, са запазени оригинални надписи на български и османо-турски, в които се съобщава, че училището е построено през 1868 година с благоволението на султан Абдул Азис хан.
След построяването ѝ в нея е настанено Пловдивското главно училище – първата пловдивска гимназия, създадена на базата на епархийското училище „Св. св. Кирил и Методий“ с цел да подготвя учители и свещеници. В Жълтото училище са учили Иван Вазов, Тодор Каблешков, Димчо Дебелянов. След Освобождението тук са преподавали П.Р. Славейков, Петко Каравелов.
През 1868 г. орденът на капуцините откриват малка Католическа духовна семинария в Пловдив, която обучава католически духовници. След започване на Първата световна война семинарията е затворена поради липса на средства. Близо до Централното гръцко училище през 60-те години на ХIХ в. е било изградено и Главно гръцко девическо училище. Средствата за изграждането му били осигурени от Сариставрус Косма. През 1874 г. e открито и Зарифово училище – пълна гимназия и учителски институт, което носи името на банкера Георгий Зарифис – дарител на значителни суми за развитието му.
През Руско-турската война много от сградите на училищата са преобразувани на болници.

### След Освобождението
През 1877 г. започва организираното обучение и в еврейската общност в града. Тогава отваря врати девическото училище към Израелския Алианс Универсал, а две години по-късно се организира и мъжко училище към Алианса. Военното училище в Пловдив е основано през май 1878 г. След подписването на Берлинския договор през ноември 1878 г., Военното училище е преместено в София.
Още през 1879 г. Панарет, митрополит Пловдивски, дава идеята за построяване на Девическа гимназия, като се отказва от натрупаните от вули (разрешителни за венчаване) средства за богословско училище. Освен пловдивският митрополит Панарет, също други пловдивчани, сред които Йоаким Груев, Тодор Кесяков, Христо Г. Данов, Костаки Пеев, правят дарения за построяване на нова сграда за училището. Своята подкрепа оказват и църквата, общинското и централно управление на Източна Румелия. Сградата е завършена в края на 1881 г. по проект на арх. Йосиф Шнитер. Тя е триетажна масивна сграда, изградена в духа на архитектурния класицизъм.
На 1 септември 1881 г. правителството на Източна Румелия създава Областна девическа гимназия, която наследява Епархийско девическо благовещенско училище, ръководено от учителката Теопемта Манева. В училището постъпват не само деца от Пловдив, но и от цяла Южна България, от Тракия и Македония. През 1881 г. гръцките училища в Пловдив са синхронизирали учебния си план с училищата в Гърция, а от 1885 г. са издадени сертификати, идентични на средните училища в Гърция. Френският колеж „Св. Августин" в Пловдив отваря врати на 3 януари 1884 г. Заслугата за това има успенският свещеник Александър Шилие. Училището започва само с десет ученици, но бързо се развива в пълно средно учебно заведение. Първоначално училището е настанено в бивш турски чифлик. Към училището е създаден и постоянно обогатяван енциклопедичен училищен музей.
През 1885 г. е утвърден правилник на планирания университет на Източна Румелия в града, назначени са преподавателите от Европа, изготвена е учебната му програма и е уточнена датата на откриването. Съединението и започването на Сръбско-българската война провалят тези планове. По време на Съединението и Сръбско-българска война, някои от училищата в града са затворени за кратко.
На 20 октомври 1885 г. княз Александър I Батенберг присъства на откриването на новата сграда на първата пловдивска гимназия, построена от арх. Пиетро Монтани. Оттогава училището започва да носи името Държавна мъжка гимназия "Княз Александър I". Под ръководството на Ели Бикмар след 1890 г. френският колеж придобива авторитета на истинска френска гимназия. През 1897 г., когато завършва първият гимназиален випуск, учебното заведение е признато официално от Министерството на народното просвещение.
През 1899 г. Девическото училище „Св. Йосиф“ прераства в Девически колеж „Св. Йосиф“. Колежът започва с 8 монахини преподавателки и 150 ученички. Първата директорка е сестра Мари Бенард. Сградата на френския девически колеж „Свети Йосиф“ е построена по проект на Георги Фингов и Вълко Вълкович. Днес сградата се използва от Филиала на Техническия университет, преди това е използвана от Медицинския институт.
През 1900 г. била издигната представителната сграда на училището „Григорий Маразли“. В новата триетажна постройка се нанесло мъжкото Зарифово училище, а старата сграда на Централното гръцко училище е заета от възпитаничките на Централното девическо училище. В този момент в града са функционирали осем гръцки училища: едно училище за момчета, три взаимно училище, едно централно, едно районно училището за момичета и две педагогически академии. Имало е и две частни енорийски училища с учители-духовници. След антигръцкото движение през лятото на 1906 г., гръцките училищата в Пловдив са затворени, и останалите студенти са прехвърлени във френските колежи „Свети Августин“ и „Свети Йосиф“. Зарифовото училище става Втора прогимназия „Марашлията“ (днес Основно училище „Гео Милев“. През 1901 г. в Пловдив открива врати и Немско училище, известно в града като Дойче шуле. През 1907 г. към пловдивската Търговско-индустриална камара се създава „Столарско училище“. Училището е настанено в сградата на закритото предишната година Централно гръцко училище. По късно училището е наречено Промишлено.
През 1908 г. в Пловдив е създадена първата пловдивска прогимназия, наречена по-късно на името на Андрю Карнеги. През 1909 г., в Пловдив е открит Висш педагогически курс. Заедно с подобни курсове открити по същото време в София и Русе, курсът цели научна и педагогическа подготовка на учители за прогимназиалните училища. Отначало курсът е клон на Пловдивската мъжка гимназия и се разполага в помещенията ѝ. Тогавашният директор на гимназията Г. Разлогов е директор и на курса. През първата година от 30 кандидата са приети 16 момичета и 14 момчета. Tърговскаската гимназия в Пловдив води своето начало от 15 септември 1910 г. През следващата година Пловдивската търговско-индустриална камара поставя началото на фонд „Постройка на търговска гимназия“. Община Пловдив решава да даде място за строеж в размер на 8400 кв. м в югоизточния край на Хълма на изворите (Бунарджик). Tретото прогимназиално училище в града е открито през 1910 г. в кв. Каршиака по инициатива на градската община, като негов патрон е Екзарх Йосиф I.
По време на Балканската война учебните занятия във френските колежи са преустановени, а сградите са превърнати в болници. През 1915 г. Цариградска българска семинария се прехвърля в пределите на Царство България. Установява се в Пловдив и през септември същата година отваря врати за първа учебна година. Пръв ректор на Пловдивската семинария е архимандрит Евтимий.
През 1921 г. с новия Закон за народното просвещение, Висшите педагогически курсове в България са преименувани на Учителски институти. Освен историко-филологически отдел Пловдивският има още два отдела – природо-химически и физико-математически.Също през 1921 г. е открита нова сграда на френския мъжки колеж (в тази сграда днес се помещава Ректората на Пловдивския университет „Паисий Хилендарски“). На 15 февруари 1925 г. под името Държавен институт за глухонеми е основано днешното специализирано училище в града.
След атентата в София на 16 април 1925 г. сградата на Еврейското училище заедно с тези на Втора прогимназия „Марашлията“ и Четвърта прогимназия „П. Каравелов“ са използвани като затвор. На 26 февруари 1926 г. се полага основният камък на сградата на Търговската гимназия, по проект на видните български архитекти Димитър Попов и Лазар Нанчев. През 1926 г. започва обучението и в Италианското училище „Виторио Алфиери“. Трусовете на Чирпанското земетресение през 1928 г. разрушават или правят много училищни сгради в града непригодни за обучение. Обучението е преместено временно в бараки или други помещения. До декември 1931 г. повечето от сградите на училищата са възстановени с помощта на средства от фонда ДИПОЗЕ.
През 1931 г. се полага основният камък на нова сграда за „Промишленото училище“ по проект на архитектите Димитър Попов и Светослав Грозев. Благодарение на сина на Стефан Обрейков – Обрейко Обрейков през следващата година училището участва в първия „Пловдивски мострен панаир“, експониран в собствената му сграда. Училище „Любен Каравелов“ e основано през 1935 г.
През 1937 г. е създадена смесена гимназия, чрез отделяне на ученици и ученички от всички класове на съществуващите тогава в Пловдив мъжка и девическа гимназии, които са от околните на Пловдив села и от пансионите за сираци.
През учебната 1942 – 1943 г. с отделяне на ученичките във Втора девическа гимназия „Царица Йоанна“ смесената гимназия е преобразувано във Втора мъжка гимназия. Училището за милосърдни сестри „Княгиня Мария-Луиза“ в Пловдив е създадено през 1942 г. То е второто по рода си в България. Завършилите първия випуск са включени в заключителната фаза на Втората световна война. В периода 1943–1944 г. учебните занятия в пловдивските училища често прекъсват. През април 1944 г. ученичките и персоналът на Първа девическа гимназия са евакуирани.

### След Втората световна война
След Втората световна война сградата на Търговската гимназия (преименувана междувременно на „Икономически техникум“) е взета за военна болница, а по-късно е използвана за занятията на Пловдивския Държавен университет. През това време учениците учат сградата на прогимназия „Карнеги“ в квартал „Гроздов пазар“. Години по-късно сградата е върната на техникума.
С постановление на Министерския съвет от 31 юли 1945 г. и с Указ на регентския съвет от 4 август 1945 г., публикуван в ДВ от 20 август 1945 г., в Пловдив е открит Държавен университет в Пловдив, който включва в състава си Агрономо-лесовъден факултет и Медицински факултет. Редовните учебни занятия започват в края на ноември същата година. През 1945 г. Втора девическа гимназия „Царица Йоанна“ е преименувано и носи името на Лиляна Димитрова. През 1950 г. гимназията се слива с част от учениците от Първа мъжка гимназия и ученици от Първа и Трета прогимназия. Така се създава Второ единно смесено училище „Лиляна Димитрова“.
Oт 1945 г. Втора мъжка гимназия носи името на „Георги Димитров“. През есента на 1950 г., училището е преименувано на Шесто смесено средно училище „Георги Димитров“. Тогава то се помещава в сградата на бивше еврейско училище до Гроздовия пазар. След Втората световна война в Пловдив е сформиран Комитет за културно издигане на града, една от целите на който е откриването на нови учебни заведения и създаването на симфоничен оркестър. От пловдивските музиканти в Комитета членуват Ангел Букорещлиев, Аврам Литман, Трендафил Миланов, Анастас Маринкев, Марко Мешулам и други. Музикалното училище в Пловдив е открито на 5 юни 1945 г. като частно средно музикално училище. На 24 юли 1946 г. Народното събрание приема закон (утвърден с указ № 128 от 1 април 1946) за превръщане на частното средно музикално училище в Пловдив в държавно. То е настанено в сградата на закритото през 1944 г. Немско училище. От идеологически съображения чуждестраните училища в Пловдив са закрити на 1 септември 1948 г.
През 1949 г. е основан Техникум за физическа култура и спорт. В началото на 1949 г. с Министерско постановление в Пловдив е разкрита Механотехническа гимназия. Първата учебна година започва в сградата на Техникума по дървообработване и вътрешна архитектура. От 1952 до 1957 година училището носи името Техникум по машиностроене и приборостроене, а след това Техникум по механотехника. През втората половина на ХХ в. Пловдивската мъжка гимназия носи името на Димитър Благоев, работил в гимназията от октомври 1894 до октомври 1897 г. Промишленото училище е известно като Техникум по дървообработване, наричан жаргонно „Дървото“. От 1950 до 1964 г. училище „Любен Каравелов“ е филиал на училище „Г. С. Раковски“.
През 1950 г. Пловдивският държавен университет се разделя на 2 самостоятелни висши училища - Медицинска академия и Висш селскостопански институт „Васил Коларов“. От втория през 1953 г. се отделя като самостоятелен Висшият институт по хранителна и вкусова промишленост. През 1954 г. Медицинската академия е преименувана на Висш медицински институт. През 1958 г. в града е открита Смесена гимназия с преподаване на английски език, по-известно като „Английската гимназия“. По-късно е наречена на името на известния публицист Георги Кирков, поради което част от по-старите випуски се наричат фамилиарно „кирковци“. През същата година също е създадена и гимназия с изучаване на руски езика.
През 1960 г. училището „Екзарх Йосиф I“ е преименувано на българския поет Пейо Яворов. През 1961 г. с Указ № 264 на президиума на Народното събрание Пловдивският учителски институт е преобразуван във Висш педагогически институт по природо-математически науки. Пръв ректор на института е професор Живко Ламбрев. Сградата на училище „Св. Паисий Хилендарски“ е проектирана и построена през 1957 – 1961 г., а откриването е през учебната 1961/62 г. Директор е Георги Делин с колектив от 34 учители и служители. Следващата година училището взема за свой патрон Паисий Хилендарски по повод 200-годишнината от написването на „История славянобългарская“.
През пролетта на 1962 г. в град Пловдив е открит Техникум по електротехника с наименованието „ТЕТ Ленин“. По решение на отдел „Просвета“ през учебната 1964/65 година към техникума са преместени електро-специалностите на вечерния и задочен отдел на Вечерен механотехникум „Циолковски“. През 1963 г. в Пловдив е открито Професионално техническо училище по електротехника. През 1967 г. училището е преобразувано в Средно професионално техническо училище по електропромишленост „Малчика“. Училището се помещава в сградата на бившето католическо начално училище „Свети Андрей“. От 1963 г., във връзка със 100–годишнината от рождението на Алеко Константинов, училището „Андрю Карнеги“ получава неговото име.
През 1964 г. гимназия „Лиляна Димитрова“ се разделя на две училища – Основно училище „Лиляна Димитрова“ и Образцова гимназия „Лиляна Димитрова“, които се сливат през 1975 г. в Единно средно политехническо училище „Лиляна Димитрова“. Също през 1964 г. в Пловдив е основано Висше музикално училище като филиал на Българската държавна консерватория от Асен Диамандиев. То става самостоятелно висше училище през 1972 г. На 9 юли 1969 г. е открито основно училище в квартал „Гагарин Изток“. Негов първи директор е Минко Минков. Година по-късно, с решение на Народното събрание, училището получава името на патрона си Никола Вапцаров.
Математическата гимназия в Пловдив е основана на 29 септември 1970 г., но първата редовна учебна година започва на 15 септември 1971 г. Неин първи директор е Димо Малешков. На 13 януари 1972 г. излиза Указ № 24 на Държавния съвет, според който Висшият педагогически институт по природо-математически науки се преобразува в Пловдивски университет.
От 1974 г. спортното училище носи името на българския революционер и Апостол на свободата Васил Левски. През 1975 г. в Пловдив е създадено Средно художествено училище за сценични кадри. През 1975 г. медицинско училище за сестри е преобразувано в Полувисш медицински институт „Д-р Мара М. Живкова“. През 1976 г. в града е създадена Средно художествено училище за изящни изкуства. С правителствено решение Арменското училище е закрито през същата година. При създаването си, художественото училище се помещава в сградата на Арменското училище.
През 1982 г. в новоизградения квартал „Тракия“ отваря врати Средно училище „Димитър Матевски“. На 15 септември 1984 г. в същия квартал е открито и Средно училище „Св. Софроний Врачански“. През 1984 г. в Пловдив е създаден Висшият учебно-производствен център по машиностроене, електроника и автоматика, за обучение на дипломанти от Висш машинно-електротехнически институт (или ВМЕИ) – София, разпределени на практика в пловдивско. През следващата година центърът прераства във Факултет за специална подготовка на ВМЕИ – София за подготовка на цивилни инженери за военната промишленост в България. Създаването на Филиала на Техническия университет в Пловдив става с постановление на Министерския съвет номер 31 от 13 юни 1986 г. Също през 1986 г. в Пловдив е основан и Институт по машиностроене и електротехника със Заповед № РД-14-14 на основание Постановление №24 от 20 май 1986 г. като Техникум над средно образование, интегриран с ВМЕИ – София.
През 1988 г. училището „Малчика“ е преместено в сегашната си сграда. С Постановление № 52 от 9 ноември 1989 г. Институт по машиностроене и електротехника се преустройва в Полувисш институт по машиностроене и електротехника, интегриран с ВМЕИ – София.

### След политическите промени през 1989 г.
От 20 ноември 1991 г. съгласно решение на Общинския съвет в Пловдив училище „Лиляна Димитрова“ е преименувано на СОУ „Свети Патриарх Евтимий“, а от 1 август, 2016 г. училището се нарича СУ „Св. Патриарх Евтимий“., a ЕСПУ „Георги Димитров“ се преименува на Средно образователно училище „Свети Климент Охридски“..
През втория срок на учебната 1991/92 г. трите френски паралелки от Езикова гимназия „Георги Кирков“ се отделят и формират Френската гимназия в града. През 1991 г. Арменското училище е отново отворено и носи името на дарителите - семейство Тютюнджян. Поради това че Арменското училище си връща сградата, Художествената гимназия е настанена в част от новопостроената сграда на Френската езикова гимназия до гара Филипово. Съжителството на двете гимназии в една сграда е дългогодишен проблем за град Пловдив.
Земеделският колеж в Пловдив е разкрит с решение на Министерския съвет на 23 октомври 1992 г. като частно висше училище. През 2000 г. е преобразуван в самостоятелно висше училище. От 1995 г. Музикалното училище носи името на един от великите български музикални творци – диригента Добрин Петков, който дълги години е бил главен диригент на оркестъра на филхармонията и операта в Пловдив. През 1995 г., Полувисшият институт по машиностроене и електротехника – Пловдив се преобразува Технически колеж по машиностроене и електротехника, който по-късно носи името на американския компютърен специалист с български корени Джон Атанасов.
През 1997 г. в структурата на Висшия медицински институт е включен Медицинският колеж. През 1999 г. Техникумът по механотехника е преименуван на Гимназия по механотехника „Професор Цветан Лазаров“ и започва да носи името на изобретателя на самолетите ЛАЗ. Европейският колеж по икономика и управление е създаден с решение на Народното събрание от 18 септември 2001 г. Преобразувано е в специализирано висше училище и преименувано на Европейско висше училище по икономика и мениджмънт с решение на Народното събрание от 21 май 2015 г.
С решение на Народното събрание от 22 февруари 2002 г. Висшият медицински институт в Пловдив се преименува на Медицински университет. Също с решение на Народното събрание от 23 януари 2003 г. Висшият институт по хранителна и вкусова промишленост е преименуван на Университет по хранителни технологии. През 2003 г. със заповед на Министерството на образованието, техникумите в Пловдив се преименувани на Професионални гимназии. През 2004 г. Музикалното училище е преименувано в Национално училище за музикално и танцово изкуство „Добрин Петков“. Колежът по икономика и администрация в Пловдив е създаден през 2003 г. като частно висше училище. През 2015 г. е преобразуван във Висше училище по сигурност и икономика.
От 2005 г. на оперативно ръководство от Филиал на Технически университет е Техническият колеж „Джон Атанасов“ до неговото закриване през 2010 г. Частният професионален колеж „Омега“ в Пловдив е основан през 2006 г. През 2009 г. Средното художествено училище за изящни изкуства „Цанко Лавренов“ придобива статут на Национална художествена гимназия.
След дълги политически дебати през 2010 г. Пловдивския общински съвет закрива ОУ „Христо Смирненски“ в кв. Мараша и предоставя сградата му на Художествената гимназия. От 2000 г. средно училище „Димитър Матевски“ обучава слепи деца в реални условия. По молба на пловдивския митрополит Николай Светият синод на БПЦ, с решение от 18 декември 2013 г., дава съгласието си в Пловдив да бъде открита Православна духовна академия „Св. св. Кирил и Методий“. На 31 януари 2019 г. с решение на Народното събрание Музикалната академия в Пловдив е преименувана в чест на проф. Асен Диамандиев.